# زن و مادر زنم
«زن و مادر زنم» از خطای دیدهای دوپهلوی معروف است که می تواند به شکل  دختری جوان یا یک پیر زن (به ترتیب «زن» و «مادر زن») تشخیص داده شود.

## تاریخچه

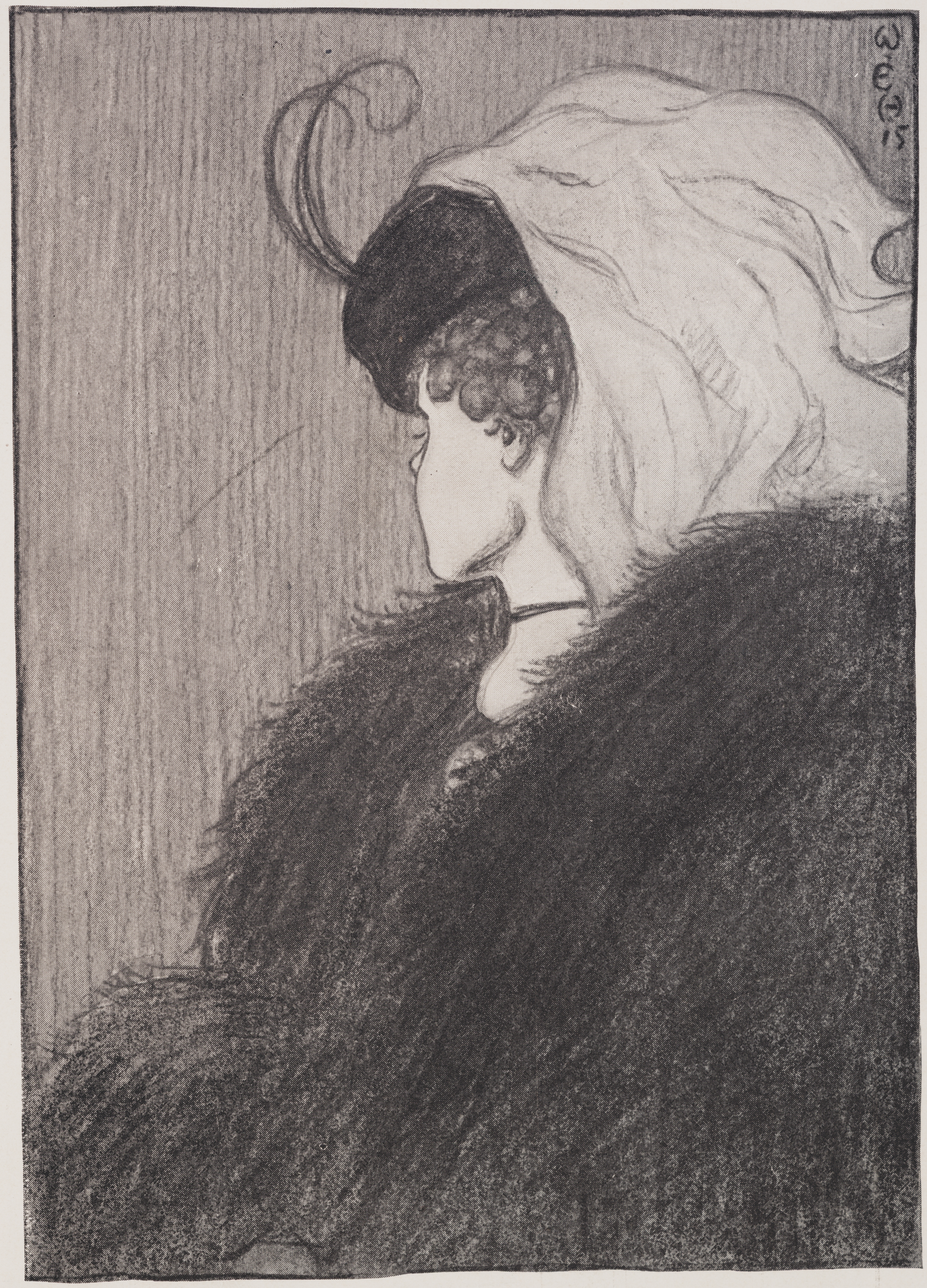
«زن و مادر زنم» سال ۱۹۱۵ میلادی

ویلیام الی هیل (به انگلیسی: William Ely Hill) (از ۱۸۸۷ تا ۱۹۶۲) در ششم نوامبر ۱۹۱۵ تصویر «زن و مادر زنم» را در مجله فکاهی امریکایی پاک منتشر کرد و زیرنویسی با مضمون «هر دوی‌شان در این تصویر هستند - پیداشان کنید» برایش گذاشت. با این وجود قدیمی‌ترین شکل شناخته شده از این تصویر مربوط به یک کارت پستال آلمانی به سال ۱۸۸۸ است.
ادوین بورینگ در سال ۱۹۳۰ این تصویر را در مقاله‌ای با عنوان «یک شکل دوپهلوی تازه» به روان‌شناسان معرفی کرد و از آن موقع این تصویر در کتاب‌های درسی و مطالعات تجربی روان‌شناسی دیده شده است.

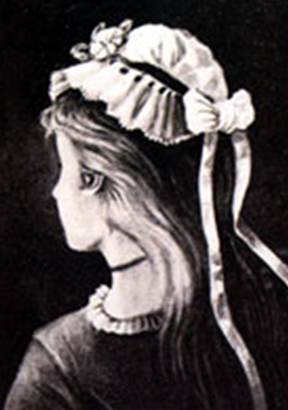
کارت پستال آلمانی، سال ۱۸۸۸ میلادی

## نگاهی به این(ها) هم بیندازید
- تصویر دو پهلو